# Bentsejaure
Bentsejaure är en sjö i Strömsunds kommun i Jämtland och ingår i Ångermanälvens huvudavrinningsområde. Sjön har en area på 0,106 kvadratkilometer och ligger 848,4 meter över havet. Bentsejaure ligger i Frostvikenfjällen Natura 2000-område.

## Delavrinningsområde
Bentsejaure ingår i det delavrinningsområde (719239-144149) som SMHI kallar för Utloppet av Bentsejaure. Medelhöjden är 909 meter över havet och ytan är 1,51 kvadratkilometer. Det finns inga avrinningsområden uppströms utan avrinningsområdet är högsta punkten. Vattendraget som avvattnar avrinningsområdet har biflödesordning 4, vilket innebär att vattnet flödar genom totalt 4 vattendrag innan det når havet efter 382 kilometer. Avrinningsområdet består mestadels av kalfjäll (93 procent). Avrinningsområdet har 0,11 kvadratkilometer vattenytor vilket ger det en sjöprocent på 6,9 procent.